# Flughafen Kaschgar

i7
i11
i13
Der Flughafen Kaxgar (chinesisch 喀什机场, IATA-Code: KHG, ICAO-Code: ZWSH) ist ein Flughafen in Kaschgar in der autonomen Region Xinjiang.

## Fluggesellschaften und Ziele
Aus Kaxgar werden nationale Ziele angeflogen.